# Diane de Margerie
Pour les autres membres de la famille, voir Famille Jacquin de Margerie.
Diane de Margerie, née le 24 décembre 1927 à Paris et morte le 25 août 2023 dans la même ville, est une femme de lettres et traductrice française.

## Biographie

### Famille
Diane Jeanne Marie Jacquin de Margerie est la fille de Jenny Fabre-Luce (1896-1991) et de Roland de Margerie (1899-1990). Son père était le neveu de l'écrivain Edmond Rostand. Sa mère était amie de l'écrivain autrichien Rainer Maria Rilke.
Diane de Margerie est la sœur de Bertrand de Margerie (1923-2003), jésuite et théologien, et d'Emmanuel de Margerie (1924-1991), ambassadeur de France.
Elle épouse en premières noces en 1950 Ricardo Pignatelli della Leonessa (1927-1985), futur ambassadeur d'Italie au Nigeria, avec lequel elle a en 1952 un fils, Fabrizio Pignatelli della Leonessa. Elle épouse en secondes noces en 1961 l'écrivain Dominique Fernandez ; le couple aura une fille, Laetitia Fernandez, et un fils, Ramon Fernandez, avant de divorcer en 1971.
Elle ne doit pas être confondue avec son homonyme, Diane de Margerie, fille de Christophe de Margerie et Bernadette Prud'homme.

### Autrice
Romancière, critique littéraire, nouvelliste, biographe, traductrice, Diane de Margerie est l'auteur d'une œuvre diverse.
Membre du jury du prix Femina, elle a elle-même reçu plusieurs récompenses. Elle a vécu en Chine et en Italie.
Son œuvre fait une large place à l'autobiographie. Dans La Femme en pierre (1989) qui inaugure chez Gallimard la collection « L'un et l'autre », Diane de Margerie célèbre la cathédrale de Chartres, ville où elle habite. Avec Isola, Retour des îles Galapagos, elle relate, sous la forme d'un journal, un séjour loin de tout.
Diane de Margerie a publié de nombreux articles de critique dans l'Encyclopædia Universalis, La Quinzaine littéraire, Le Figaro littéraire, La Nouvelle Revue française et Le Monde. 
Traductrice de l'anglais, elle a traduit des textes d'Henry James, Edith Wharton et John Cowper Powys qu'elle a également préfacés.
Elle est membre du jury du prix Sévigné.

### Mort
Elle meurt le 25 août 2023 à Paris, à l'âge de 95 ans. Elle est inhumée au cimetière de Saint-Maixme-Hauterive (Eure-et-Loir).

## Publications
- Le Détail révélateur, roman, Flammarion, Paris, 1974, rééd. 2007.
- Le Paravent des enfers, roman, Flammarion, Paris, 1976.
- L’Arbre de Jessé, roman, Flammarion, Paris, 1979.
- La Volière, récit, Balland, Paris, 1979, rééd. Gallimard, coll. « Folio », Paris, 1995.
- Ailleurs et autrement, nouvelles, Flammarion, Paris, 1980.
- Duplicités, nouvelles, Flammarion, Paris, 1982, rééd. Gallimard, coll. « Folio », Paris, 1995.
- Le Ressouvenir, Flammarion, Paris, 1985, rééd.  Gallimard, coll. « Folio », Paris, 1988.
- La Femme en pierre, Gallimard, coll. « L'un et l'autre », Paris, 1989.
- L'Empereur Ming vous attend, Gallimard, Paris, 1990.
- Marcel Proust (Marcel et Léonie), Christian Pirot, 1992.
- Le Jardin secret de Marcel Proust, album, photographies d'André Martin, Éditions Albin Michel, Paris, 1994.
- Dans la spirale, Gallimard, coll. « Haute Enfance », Paris, 1996.
- Bestiaire  insolite du Japon, Albin Michel, Paris, 1997.
- Autour de Gustave Moreau, Christian Pirot, 1998.
- Edith Wharton, lecture d'une vie, biographie, Flammarion, Paris, 2000.
- Maintenant, Mercure de France, Paris, 2001.
- Isola, Retour des îles Galapagos, Éditions Pauvert, Paris, 2003
- Aurore et George, (sur George Sand), Albin Michel, Paris, 2004.
- L’Étranglée, roman, Mercure de France, Paris, 2006
- Noces d'encre, essai, Philippe Rey, 2007
- La Passion Brando, Albin Michel, Paris, 2008
- Proust et l’obscur, essai, Albin Michel, 2010.
- Passion de l’énigme, Mercure de France, 2012.
- Éclats d’insomnie, Grasset, 2013
- De la grenouille au papillon, Arléa, 2016
- Mon éventail japonais, Philippe Rey, 2016
- A la recherche de Robert Proust, Flammarion, 2016

## Distinctions
- 1975 : prix d’Académie de l’Académie française pour l’ensemble de son œuvre
- 1996 : prix Jacques-Chardonne et prix du PEN club français, pour Dans la spirale
- 2000 : prix Marcel-Thiébaut, prix France-Amérique, pour Edith Warton, lecture d'une vie
- 2001 : prix littéraire Prince-Pierre-de-Monaco, pour l'ensemble de son œuvre.
- 2004 : prix Médicis essai pour Aurore et George
- 2007 : prix de la critique de l’Académie française pour Noces d’encre

## Décorations
Diane Marie Jacquin de Margerie est nommée au grade de chevalier dans l'ordre national de la Légion d'honneur le 29 mars 2002 au titre de « romancière, traductrice ; 34 ans d'activités littéraires », faite chevalier de l'ordre le 18 septembre 2002 puis promue au grade d'officier dans l'ordre le 3 avril 2015 au titre de « romancière, traductrice ».
Elle est nommée au grade de chevalier dans l'ordre national du Mérite puis promue au grade d'officier dans l'ordre. Elle est faite officier de l'ordre le 25 septembre 1999 et promue au grade de commandeur dans l'ordre le 16 mai 2008 au titre de « romancière, traductrice ».
Le 24 novembre 1994, elle est nommée au grade de commandeur dans l'ordre des Arts et des Lettres.